# Praporščak (Slovenska vojska)
Praporščak je višji podčastniški vojaški v uporabi v Slovenski vojski (SV). Praporščak je tako nadrejen višjemu štabnemu vodniku in podrejen višjemu praporščaku.
V skladu z Natovim standardom STANAG 2116  spada čin v razred OR-8.
Praporščak opravlja zahtevnejša dela in naloge v vseh treh kariernih stebrih in je prva dolžnost, kjer samostojno svetuje poveljniku ali štabnim častnikom na področju taktike, urjenja, načrtovanja in administrativnih zadev. Zadolžen je za koordinacijo dela, usposabljanje in urjenje podrejenih vojakov in podčastnikov. Deluje kot predstavnik poveljnika ali poveljstva pri nadziranju nalog enote, ki jih je določil poveljnik enote ali sam. Je osnovni svetovalec in mentor vojakom in podčastnikom v enoti ali poveljstvu. Zagotavlja izvajanje predpisov, navodil in ukazov v enoti.
Tipične dolžnosti so enotovni PČ ravni čete, poveljnik UE, višji štabni PČ na brigadni ravni in višje ter višji PČ specialist.

## Oznaka
Oznaka čina je sestavljena iz ene velike, pravokotne ploščice, na kateri se nahaja lipov list, nanjo pa je pritrjena ploščica v obliki črke V.

## Zakonodaja
Praporščake imenuje minister za obrambo Republike Slovenije na predlog načelnika Generalštaba Slovenske vojske.
Vojaška oseba lahko napreduje v čin praporščaka, »če je s činom višjega štabnega vodnika razporejen na dolžnost, za katero se zahteva čin praporščaka ter je to dolžnost opravljal najmanj dve leti s službeno oceno »odličen« oziroma najmanj tri leta s službeno oceno »dober««.